# Couronnes (métro de Paris)
Couronnes est une station de la ligne 2 du métro de Paris, située à la limite des 11e et 20e arrondissements de Paris.
Elle fut le théâtre de la plus grande catastrophe du métro de Paris en août 1903 : un incendie qui provoqua la mort de 84 personnes.

## Situation
La station est implantée à la limite administrative entre le quartier de la Folie-Méricourt au sud-ouest et le quartier de Belleville au nord-est. Elle se trouve sous le boulevard de Belleville au nord-ouest de son intersection avec la rue Jean-Pierre-Timbaud et la rue des Couronnes. Approximativement orientée selon un axe nord-ouest/sud-est, elle s'intercale entre les stations Belleville et Ménilmontant.

## Histoire
La station est ouverte le 31 janvier 1903 avec la mise en service du deuxième prolongement de la ligne 2 Nord, depuis Anvers jusqu'à Rue de Bagnolet (actuelle station Alexandre Dumas) ; cette ligne deviendra plus simplement la ligne 2 le 17 octobre 1907 à la suite de l'absorption de la ligne 2 Sud (correspondant à une large part de l'actuelle ligne 6) par la ligne 5 le 14 octobre précédent.
Elle doit sa dénomination à sa proximité avec la rue des Couronnes, laquelle porte le nom d'un lieu-dit dénommé autrefois « les Couronnes sous Savies » (le nom de Savies était l'appellation de Belleville du VIIe siècle au début du XVIIIe siècle, signifiant « montagne sauvage » en langue franque).
Le 10 août 1903, un incendie sur une rame bloquée entre les stations Couronnes et Ménilmontant, vidée de ses voyageurs, entraîne la mort de 84 personnes, majoritairement par asphyxie. Ce bilan humain particulièrement lourd est dû notamment à la configuration des quais à une seule sortie, à l'absence de circuits électriques de secours (plongeant la station dans l'obscurité) ainsi qu'à la conception des premières rames de métro, dont les caisses étaient en bois. Surnommé la catastrophe du métropolitain, est le plus meurtrier jamais survenu dans le métro de Paris.
Dans le cadre du programme « Renouveau du métro » de la RATP, les couloirs de la station et l'éclairage des quais sont rénovés dans le courant des années 2000.

### Fréquentation
Selon les estimations de la RATP, la station a vu entrer 2 897 777 voyageurs en 2019 (contre 3 324 335 entrants en 2011), ce qui la place à la 183e position des stations du métro de Paris pour sa fréquentation sur 302. En 2020, à la suite de la crise du Covid-19, son trafic annuel tombe à 1 623 475 voyageurs, la classant alors au 157e rang, avant de remonter progressivement en 2021 avec 2 151 515 entrants comptabilisés, ce qui la relègue toutefois à la 166e position des stations du réseau pour sa fréquentation cette année-là.

## Services aux voyageurs

### Accès
La station dispose d'un unique accès intitulé « Boulevard de Belleville », débouchant sur le terre-plein central du boulevard de Belleville au droit du no 37 de ce dernier. Constitué d'un escalier fixe, il est orné d'un édicule Guimard, lequel fait l'objet d'une inscription au titre des monuments historiques par l'arrêté du 29 mai 1978, protection renouvelée le 12 février 2016.

Accès à la station
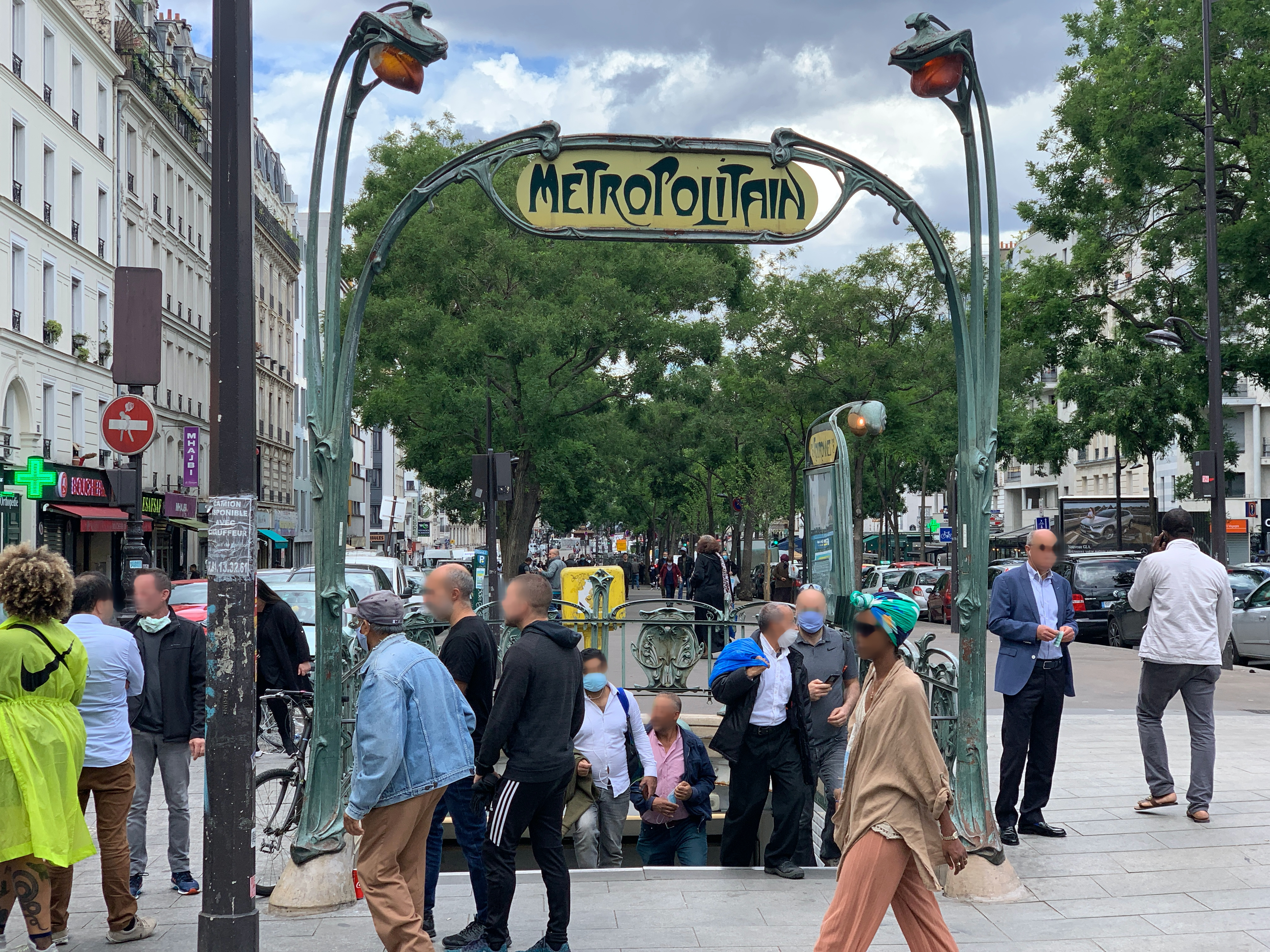
L'unique entrée de la station, vue de face.
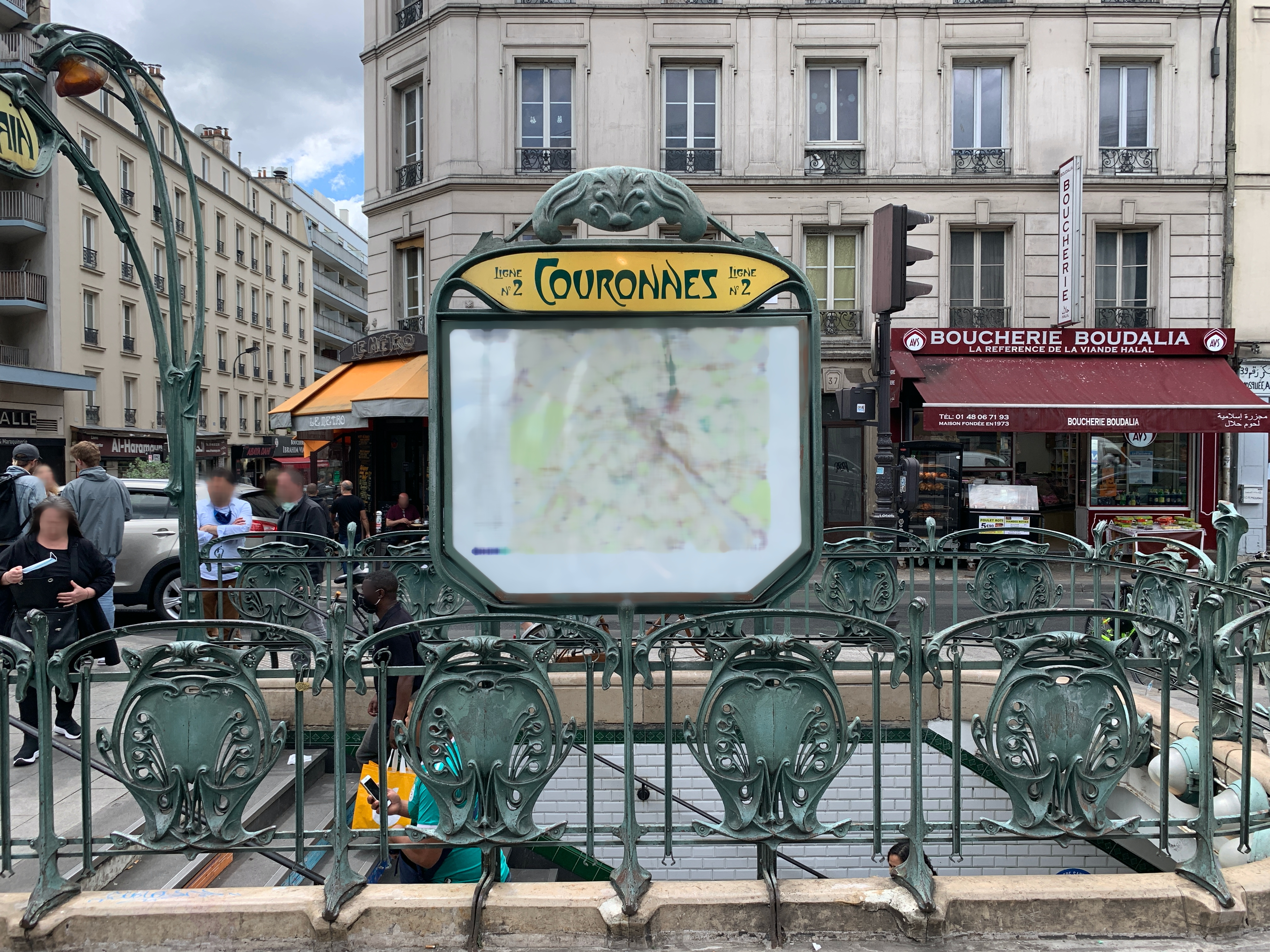
Détail des ornements de l'édicule Guimard.
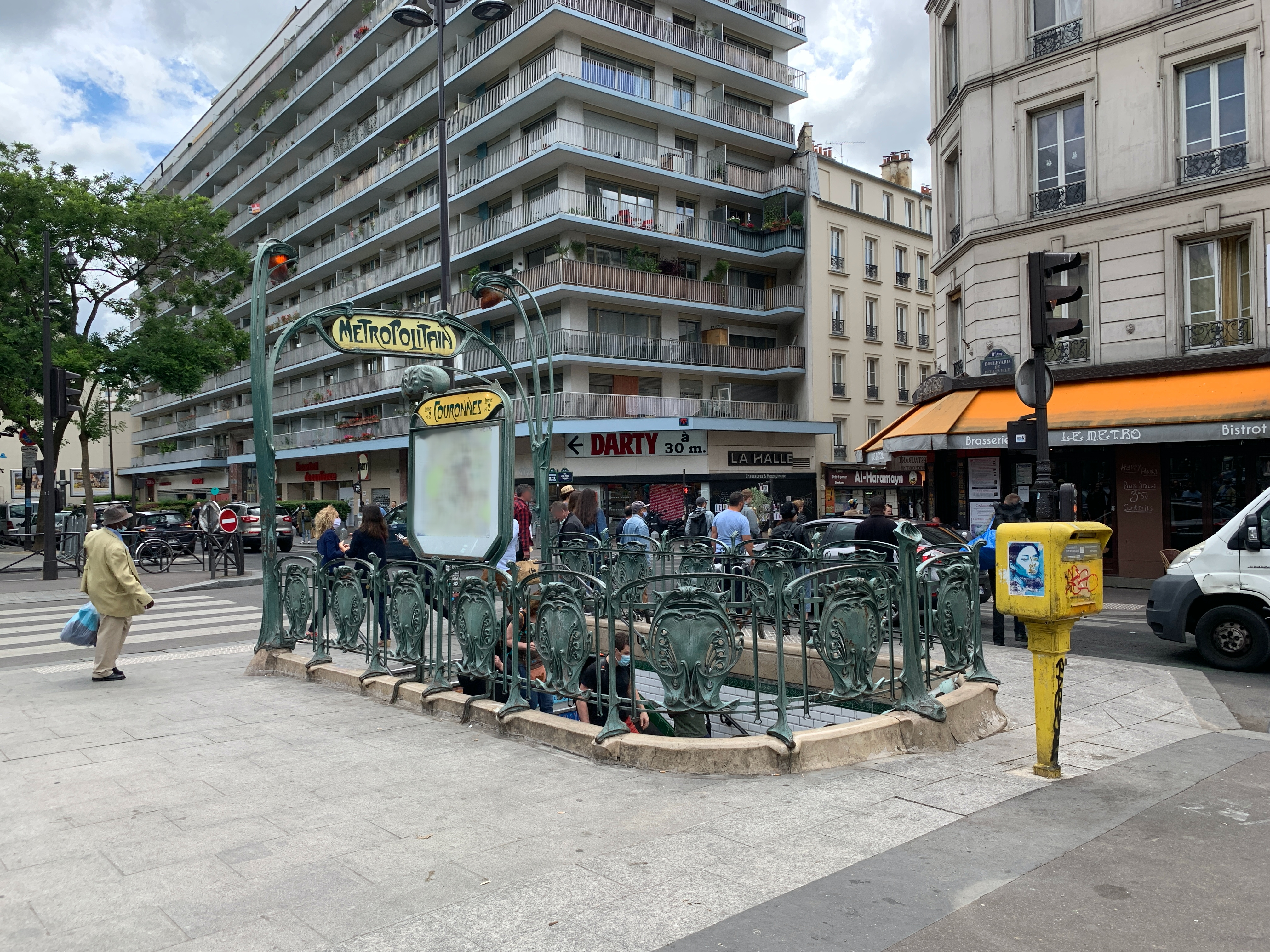
Vue arrière latérale de l'édicule d'accès.

### Quais
Couronnes est une station de configuration standard pour le métro de Paris : elle possède deux quais, d'une longueur conventionnelle de 75 mètres, séparés par les voies du métro situées au centre et la voûte est elliptique. La décoration est du style utilisé pour la majorité des stations du métro : les bandeaux d'éclairage sont blancs et arrondis dans le style « Gaudin » du renouveau du métro des années 2000, et les carreaux en céramique blancs biseautés recouvrent les pieds-droits, la voûte ainsi que les tympans. Les cadres publicitaires sont métalliques et le nom de la station est inscrit en police de caractères Parisine sur des plaques émaillées. Les sièges de style « Motte » sont de couleur rouge.

Quais de la station
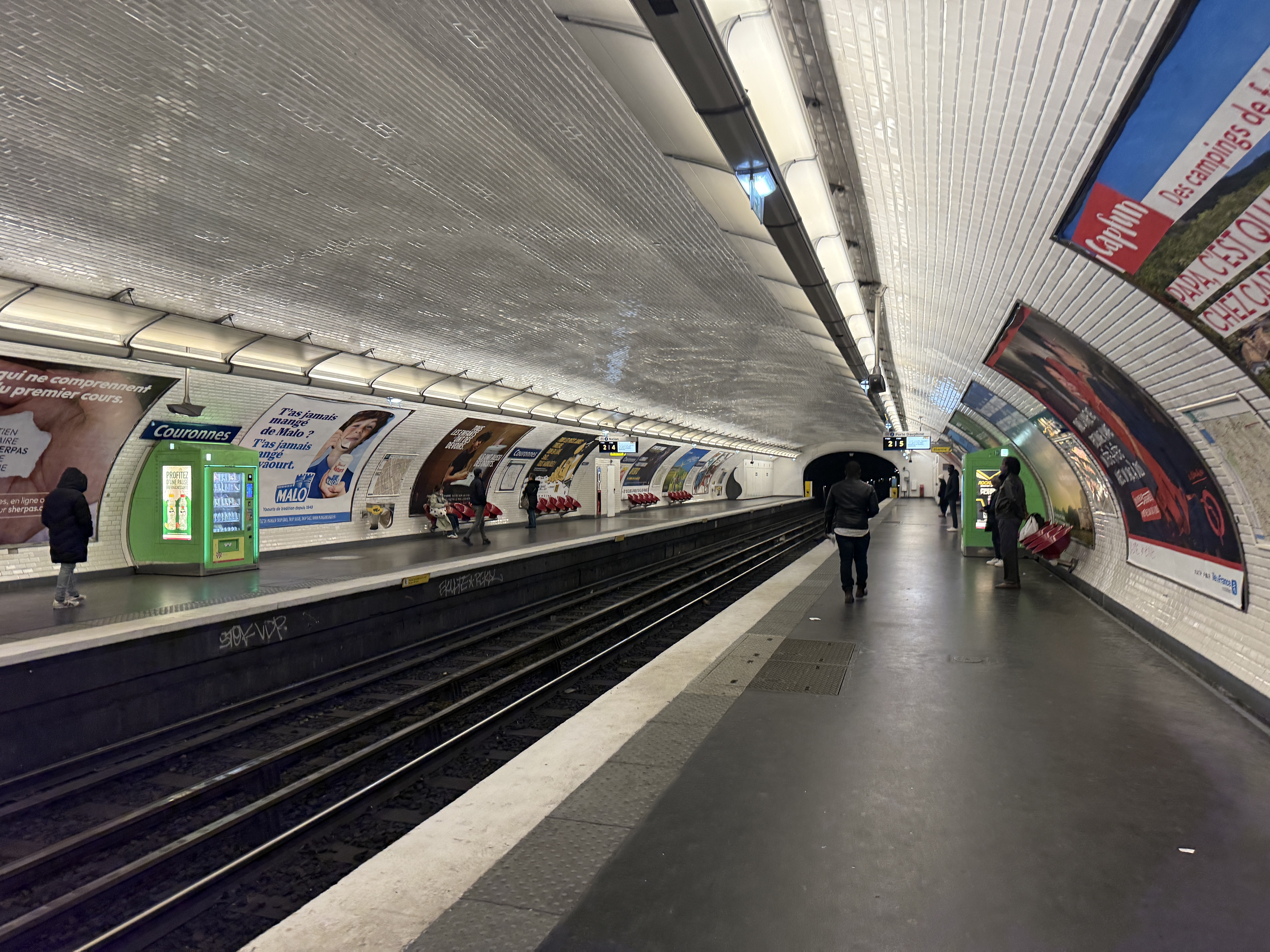
Vue des quais en direction de Porte Dauphine.
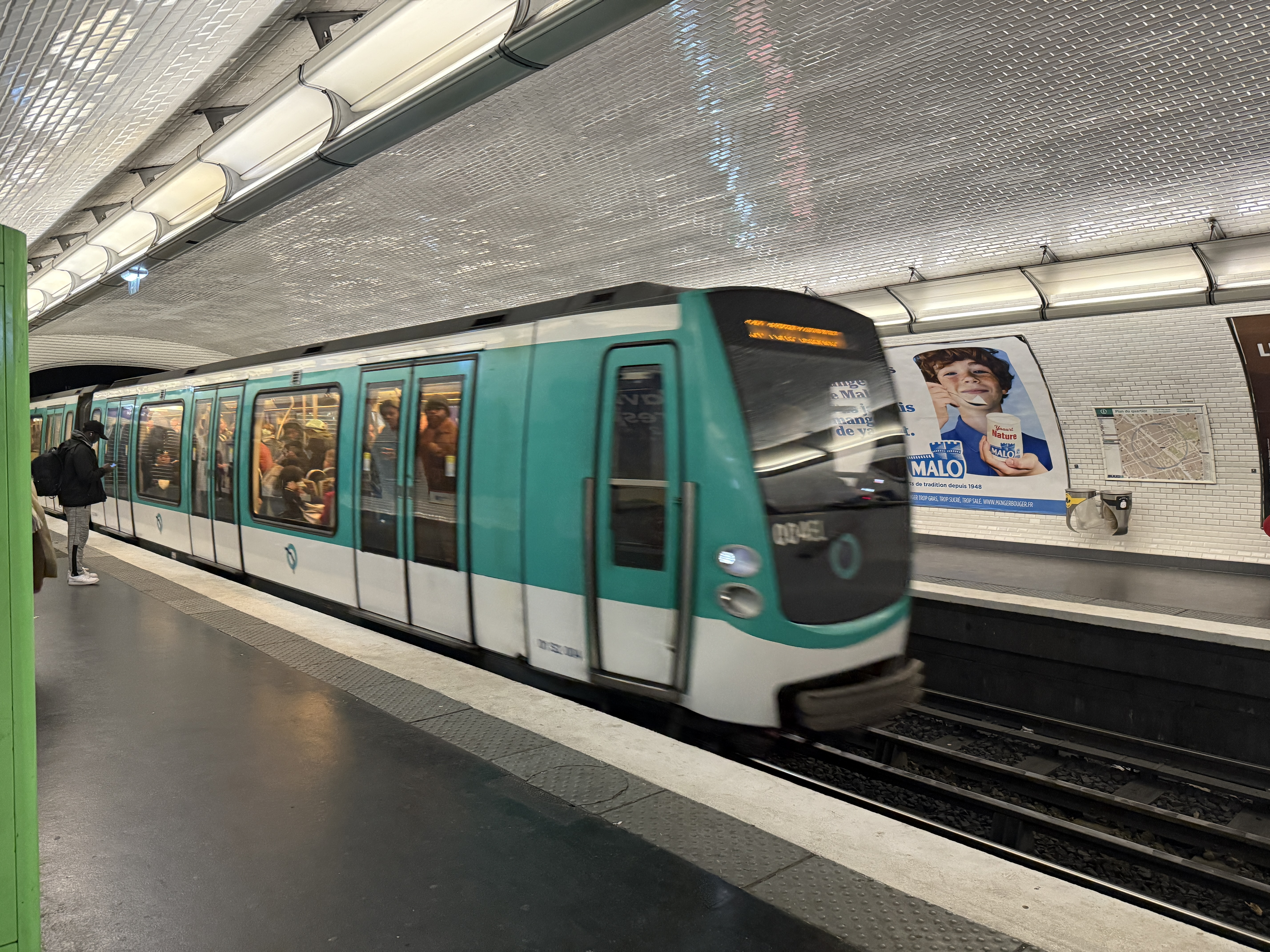
Arrivée d'une rame MF 01 en direction de Porte Dauphine.
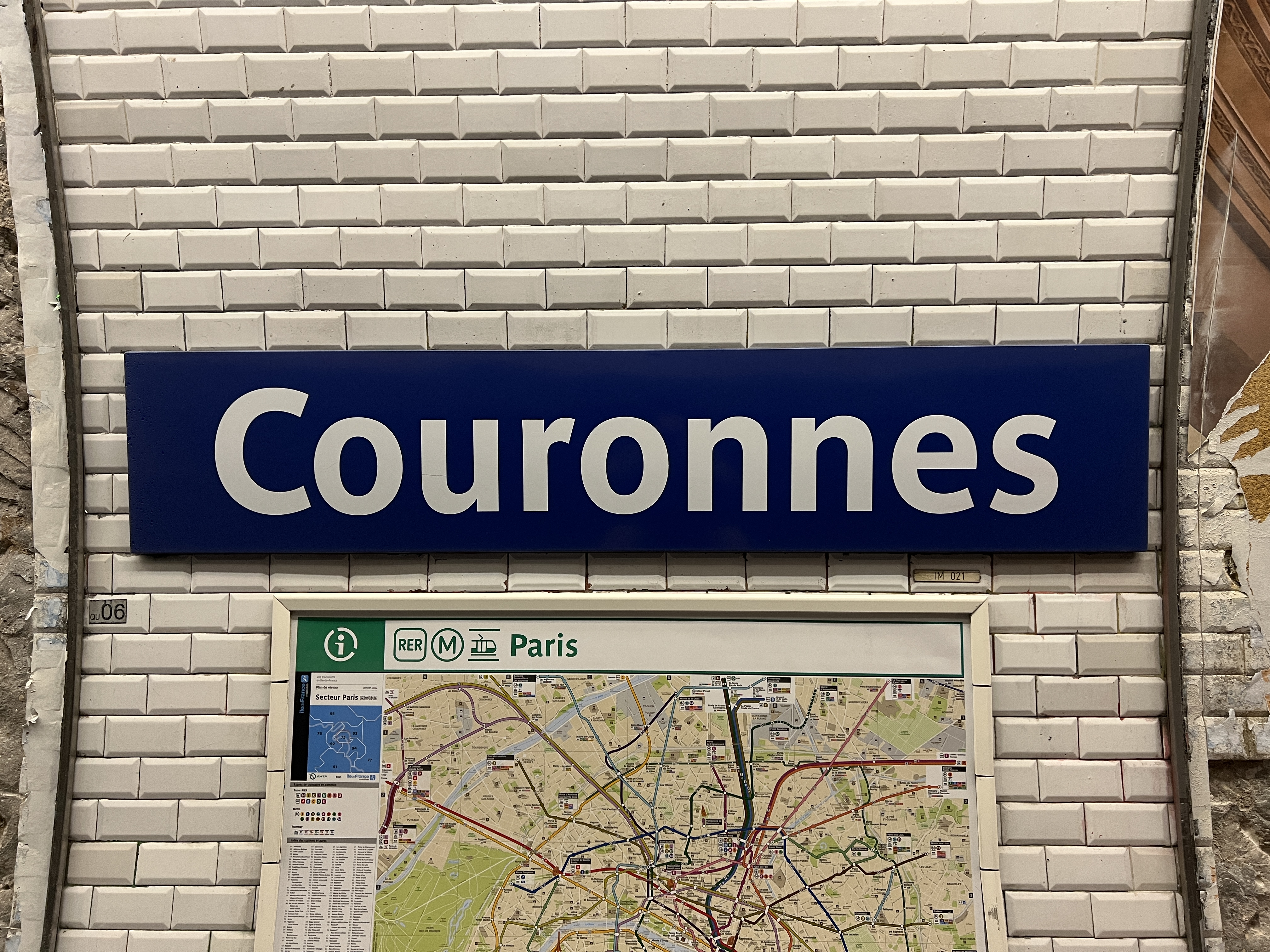
Plaque émaillée indiquant le nom de la station.

### Intermodalité
La station est desservie par les lignes 20, 71 et 96 du réseau de bus RATP et, la nuit, par les lignes N12 et N23 du réseau Noctilien.

## À proximité
- Square du Nouveau-Belleville
- Jardin Maronites - Pressoir
- Maison des métallos
- Jardin Gabriële-Buffet
- Synagogue de Belleville
- Parc de Belleville
- Jardin des Couronnes
- Petite Ceinture du 20e
- Comédie des 3 bornes